# 七瀨葵
七瀨葵（日语：／ Nanase Aoi，1967年6月12日—），日本女性漫畫家、插圖家。山口縣萩市出生，血型A型。
成人向作品曾經使用「永瀨」作為筆名，2008年開始同樣以七瀨葵爲筆名。

## 簡歷
- 日本有名的唯美漫畫家。她尤其擅長設計美少女，她畫的美少女不僅漂亮，而且感覺十分生動，眼神很有神采。有種悲傷而堅強的感覺十分吸引人。
- 原為同人誌作家。
- 1999年由於擔任動畫OVA《阿斯拉斬魔傳》的人物設計，成功設計[誰說的？]娜可露露而成名。
- 後來擔任《電擊GIRLS SQUARE》雜誌的封面設計。
- 曾经擔任著清水文化原作的輕小說『氣象精靈記』系列的插圖。之後因為不明原因，七瀨不再繼續擔當該系列插圖的工作。（詳細请参看氣象精靈記截止問題。）
- 由於作畫節奏較慢，為了趕稿，漫畫的作畫品質遠低於插畫。

## 爭議
- 人肉事件：2015年5月，一位中國的粉絲出於對七瀨葵本貌的好奇，在推特發起對七瀨葵進行人肉搜索的活動。事件在網路上引起軒然大波，後該粉絲已在推特進行公開道歉，而七瀨葵并沒有對於此事發表意見與説明。

### AI生成藝術相關爭議
- 2022年11月，有人於X上（前twitter）發貼文表示（該貼文已刪除），在Comic虎之穴上購買了七瀨葵的畫集 （页面存档备份，存于），質疑該商品雖然是由AI生成藝術集結製成，卻並未於商品內標註。（標籤疑似於之後補上）[1]
- 2023年6月，正式轉生成AI生成猴子，在X上海巡各種AI創作，如發現有人談論AI負面話題，便會口出暴言導致各種炎上。

## 作品一覽

### 畫集
- AngelFlavor（角川書店）
- SEVEN COLORS OF THE WIND [七瀬葵画集]（角川書店、絶版）
- ゲーメストムック【あすか120%イラストレーションズ】(新声社 、絶版)
- 【七瀬葵・複製原画コレクション】 神ノ童（かみのこ）（新声社 ISBN 4-88199-442-5 、絶版）

### 參加作品
- 気象精霊記シリーズ（清水文化著、富士見書房） - 小說插圖
- 気象精霊ぷらくてぃかシリーズ（清水文化著、富士見書房） - 小說插圖
- ミュートスノート戦記シリーズ（麻生俊平著、富士見書房） - 小說插圖
- Seraphim Call（メディアワークス『電撃G'sマガジン』連載読者参加企画） - 人物設計·插圖
- 好き好き大好きお姉ちゃん♥ 〜ベタ甘☆カフェ同棲〜（青橋由高著、美少女文庫、フランス書院） - 小說插圖
- いちゃいちゃラブラブお姉ちゃん♥（青橋由高著、美少女文庫、フランス書院） - 小說插圖
- 學生會長是我老婆！？（みかづき紅月著、美少女文庫、フランス書院） - 小說插圖

### 漫畫
- 七瀬葵サムライスピリッツ作品集【白き巫女の伝説】(スクウェア・エニックス)
- ANGEL/DUSTシリーズ（角川書店）
- 閃亮☆星術師（角川書店）
- 漂亮怪獸（集英社）
- HEAVEN（スクウェア・エニックス）

o 其他，各種遊戲文集投稿 大多都是漫畫·插圖

### 遊戲
- あすか120%（ファミリーソフト） - 人物設計
- アイシア（アトラス） - 人物設計
- 超格闘SLAVE（スクウェア・エニックス） - 人物設計
- 双星物语（日本ファルコム） - 印象插圖，包裝插圖
- アクエリアンエイジシリーズ（ブロッコリー） - 卡片插圖
- ディメンション・ゼロ（ブロッコリー） - 卡片插圖
- あしたの雪之丞シリーズ（エルフ） - 人物設計，原畫 ※成人遊戲以「ながせまゆ」參加
- モンスターコレクション（富士見書房） - 卡片插圖
- バトルスピリッツ（バンダイ） - 卡片插圖
- GUNDAM大戰（バンダイ） - 卡片插圖

### 動畫
- サムライスピリッツ2 アスラ斬魔伝 - 人物設計
- Seraphim Call - 原創人物設計
- 「ef - a tale of memories.」-第一集的預告插圖

### 同人活動
『POWER GRADATION』的同人小組
小組名稱是由「サムライスピリッツ」登場人物「シャルロット」的必殺技。ナコルル同様。
七瀨喜歡的登場人物中一個人。作為同人作家的評價非常高，
但是現在正職的工作比較忙碌，在2004年時候有停止活動
現在還在持續活躍中。
1. ↑  .   [2024-04-15]. （原始内容存档于2024-03-16）.